# Flotufolastat F-18
Флотуфоластат (18F) — радиофармацевтический препарат для диагностики рецидивов рака предстательной железы. Одобрен для применения: США (2023).

## Механизм действия
радиофармацевтический препарат.

## Показания
Диагностика рецидивов рака предстательной железы с помощью ПЭТ.